# Weidong Shuiku
Weidong Shuiku (kinesiska: 卫东水库) är en reservoar i Kina. Den ligger i storstadsområdet Chongqing, i den sydvästra delen av landet, omkring 68 kilometer öster om det centrala stadsdistriktet Yuzhong. I omgivningarna runt Weidong Shuiku växer i huvudsak blandskog.
Genomsnittlig årsnederbörd är 1 482 millimeter. Den regnigaste månaden är maj, med i genomsnitt 248 mm nederbörd, och den torraste är januari, med 19 mm nederbörd.